# Eminönü

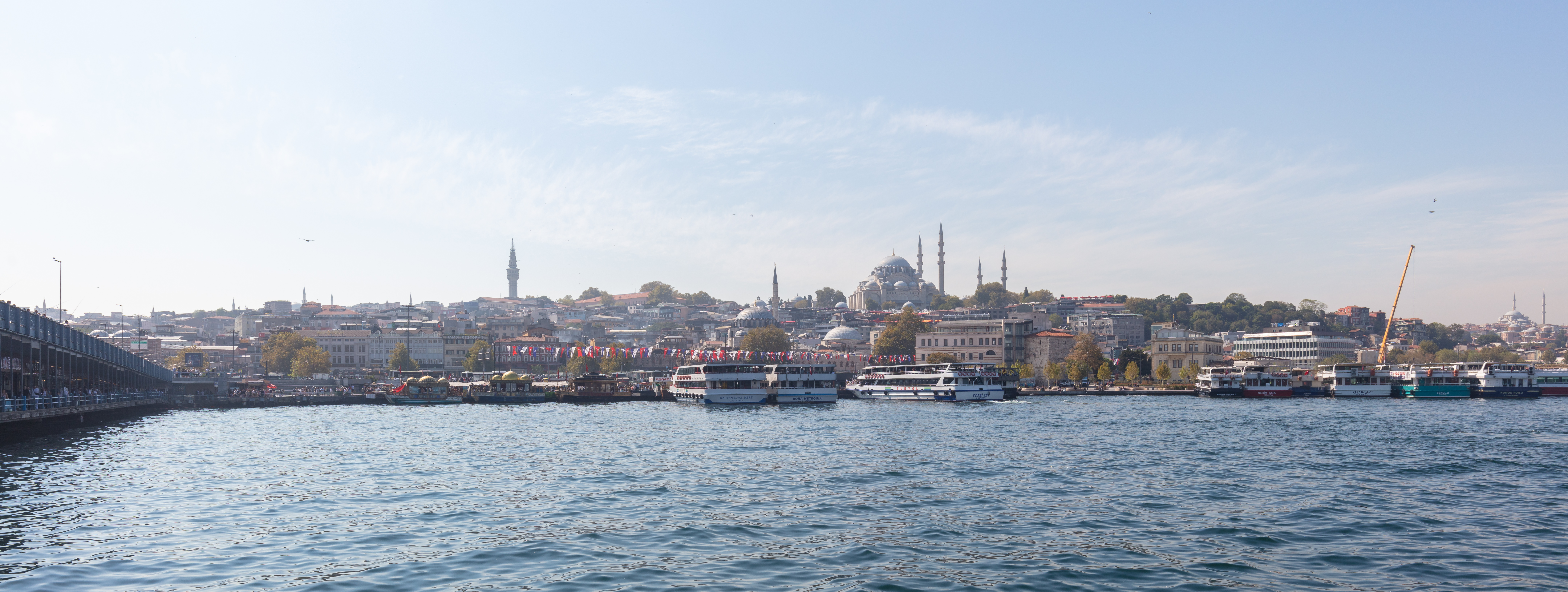
Vista del barrio de Eminönü.

Eminönü es un barrio de la ciudad de Estambul, Turquía, perteneciente al distrito de Fatih. Se trata del corazón de la antigua ciudad amurallada de Constantinopla. Eminönü ocupa el lugar donde se levantó la capital bizantina. El Puente Gálata cruza el Cuerno de Oro desde Eminönü, donde además se encuentran el Palacio de Topkapı, la Mezquita Azul y Santa Sofía. Por esta razón, Eminönü es el principal destino turístico de Estambul. Entre 1928 y 2009, constituyó un distrito propio dentro de Estambul; sin embargo, a partir de 2009, pasó a formar parte del distrito de Fatih.

## Historia
El Cuerno de Oro era un puerto natural, especialmente la costa de Eminönü. Al encontrarse en una península, se trataba de un lugar eminentemente defensivo. Por esta razón se creó Estambul, y a partir de ahí creció, siendo sus barrios más antiguos los que se asoman al Cuerno de Oro. Durante la época bizantina, el puerto estaba habitado por comerciantes genoveses y pisanos, los cuales adquirieron con el tiempo sus propios muelles y distritos portuarios.
Durante la época bizantina, la zona se conocía en griego con el nombre de Neòrion. Los distritos históricos de Bizancio eran: Acròpolis, Kynègion, Arcadianae, Hormisdoù, Amantiou, Caenòpolis, Kanikleiou, Nàrsou, Eptaskàlon, Kaesariou, Artopòleia, Argyroprateia, Chalkoprateia, Olybriou, Constantinianae, Amastrianòn, Eugeniou, Perama, Zeùgma, Staurion, Vlànga, Heptàskalon (en griego-bizantino); posteriormente (siglos XI y XII) aparecieron los barrios extranjeros: barrio genovés, barrio veneciano, barrio pisano y barrio amalfitano (sobre todo en el distrito de Perama).
El Cuerno de Oro siguió siendo un puerto próspero durante el periodo otomano, ocupado por importadores, almacenistas, marineros y comerciantes de todo tipo, centro del comercio de la ciudad, un auténtico laberinto de calles estrechas, almacenes y mercados que ascendían hasta el Palacio de Topkapı.
El nombre de Eminönü refleja la historia del distrito. Su traducción sería "frente a la justicia", probablemente debido a que los tribunales y aduanas otomanos se encontraban en los muelles.

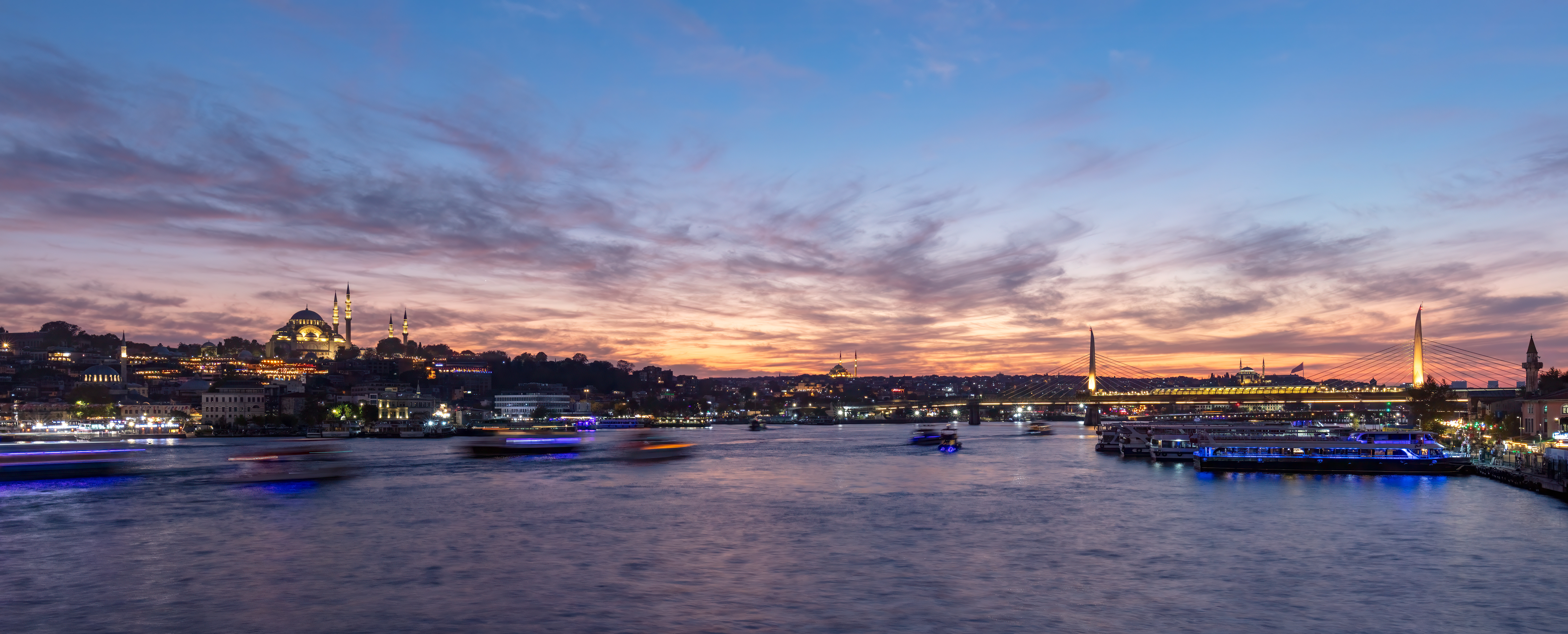
Vista al anochecer.

La naturaleza del distrito cambió con la llegada del periodo industrial: se construyó el Puente Gálata en el Cuerno de Oro, llegaron los barcos de vapor, la electricidad, el ferrocarril y la terminal de Estambul del Expreso de Oriente, que se emplazó en la estación de Sirkeci. La muralla que rodeaba la ciudad, así como los accesos por tierra al puerto de Eminönü se convirtieron en la entrada de mercancías y gente. Eminönü estuvo unido a Fatih hasta 1928, cuando se convirtió en distrito de Estambul.
Además de la inmensa estación de ferrocarril, se construyeron otros edificios de piedra durante las últimas décadas del Imperio Otomano, como edificios comerciales y la oficina central de correos. Durante los primeros años de la República, Eminönü sufrió una gran renovación: se abrió la plaza frente a la Mezquita Nueva (eliminando los puestos de peaje del Puente Gálata), se restauró el Bazar de las Especias, se trasladó la lonja de la costa del Cuerno de Oro y se abrió una carretera al nuevo puente de Unkapanı.
En los años 1950, debido a los continuos atascos, se construyó la carretera de la costa que llega hasta el Aeropuerto Internacional Atatürk, la cual liberó al distrito de gran parte del tráfico.

## Eminönü en la actualidad
A pesar de que el gobierno se trasladó a Ankara y que Estambul creció rápidamente hasta convertirse en la enorme ciudad actual, Eminönü sigue lleno de vida. Aún conserva el transporte en ferry más activo del Bósforo, cuenta en el Mar de Mármara el único ferry de vehículos que cruza el Bósforo y tiene la única terminal de ferrocarril principal (desde donde se puede viajar al este de Tracia y a Europa). Además, el sistema de transporte lo comunica mediante barcos, autobuses y metro ligero (desde Aksaray).
Durante el día, la zona se llena de comerciantes, compradores y numerosos turistas. A esto se suman diferentes edificios gubernamentales, entre los que se encuentra la oficina del gobernador y el campus principal de la Universidad de Estambul. Sin embargo, por la noche es un distrito muy tranquilo. Existen algunas viviendas residenciales en Eminönü, pero la mayoría de los edificios son oficinas, tiendas y talleres. Mientras durante el día puede llegar a haber 2 millones de personas en el distrito, en realidad sólo cuenta con 30.000 habitantes.